# 2010 GB174
2010 GB174 est un objet transneptunien détaché considéré comme transneptunien extrême. 

## Découverte
2010 GB174 a été observé pour la première fois le 12 avril 2010 à l'observatoire du Mauna Kea.

## Caractéristiques
2010 GB174 mesure environ 223 km de diamètre, ce qui pourrait le qualifier comme un candidat au statut de planète naine. Il a le troisième plus grand paramètre de Tisserand par rapport à Jupiter après Sedna et 2012 VP113.